# Günther Huwer
Günther Huwer (* 1. Dezember 1899 in Saarbrücken; † 6. September 1992 in Berchtesgaden) war ein deutscher Frauenarzt und Hochschullehrer.

## Leben
Günther Huwer studierte Medizin in Breslau, Jena und Innsbruck. 1933 wurde er Privatdozent für Gynäkologie und Geburtshilfe in Jena, zum 1. Mai desselben Jahres trat er der NSDAP bei (Mitgliedsnummer 3.259.283). 1935 wurde Huwer zum außerordentlichen Professor ernannt.
Huwer gehörte ab 1934 zu den Ärzten, die an der Universitätsfrauenklinik Jena  zur Durchführung der Zwangssterilisation nach dem Gesetz zur Verhütung erbkranken Nachwuchses vom 14. Juli 1933 ermächtigt waren. Noch 1983 kommentierte Huwer im Deutschen Ärzteblatt seine damalige Beteiligung  an Zwangssterilisationen wie folgt:

„Ich habe 1934 an der Frauenklinik der Universität Jena, unter Leitung von Prof. Dr. Henkel, der sich Jahre später, verfolgt von der Gestapo, das Leben nahm, viele Sterilisationen erlebt. Die Indikationen waren medizinisch äußerst korrekt, jeweils von drei Ärzten gestellt. Ich habe keine dieser Frauen traurig darüber gesehen, daß sie nun keine Kinder mehr austragen konnten — im Gegenteil, fast immer war Erleichterung zu spüren.“

Von 1935 bis 1952 war Huwer als Gynäkologe in China tätig. Er arbeitete in leitenden Positionen anfangs an der Sun-Yatsen-Universität in
Kanton, 1939 dann am Deutschen Hospital in Peking und von 1945 bis 1952 Umständen in verschiedenen Kliniken, zunächst noch in Peking, später in Kweilin. 1952 wurde Huwer aus China ausgewiesen.
Von 1954 bis 1958 war Huwer als Chefarzt des DRK-Hospitals in Pusan/Südkorea tätig. Nach seiner Rückkehr war er am Wenckebach-Krankenhaus in Berlin Chefarzt für Gynäkologie und Geburtshilfe.

## Ehrungen
- Paracelsus-Medaille der deutschen Ärzteschaft (1957)
- Großes Bundesverdienstkreuz (1957)